# ایکس‌ویدئوز
ایکس‌ویدئوز (به انگلیسی: XVideos) وب سایت به اشتراک گذاری ویدئوهای پورنو رایگان است. این وب سایت پورنوگرافی، بزرگترین سایت اشتراک گذاری و دانلود پورن در جهان است. بر اساس رتبه‌بندی اعلام شده از سوی وب سایت بین‌المللی الکسا، ایکس‌ویدئوز، در رتبه چهل و چهارمین سایت پر بازدید دنیا تا ژانویه ۲۰۱۹ قرار می‌گیرد.
حدود ۱ میلیارد و ۷۰۰ میلیون بازدیدکننده ماهانه دارد و هر ماه حدود ۲۹ پتابایت داده منتقل می‌کند.